# Kazuto Aono
Kazuto Aono (青野 和人?, Aono Kazuto; Nagano, 28 aprile 1978) è un allenatore di pallacanestro ed ex cestista giapponese, di ruolo playmaker, professionista nella Bj League, GM dei Koshigaya Alphas.

## Carriera

### Gli inizi
Dopo aver frequentato la Tokai Daisan High School e la Kyoto Sangyo University, è entrato a far parte della Dai Nippon Printing Eagles nel 1999. Tuttavia, è stato ceduto dopo una stagione.

### Professionismo
Successivamente, ha giocato per la squadra del club GSPABL fino al 2001 per poi unirsi al Broncos Club, mentre nel 2005 si è unito ai Saitama Broncos, che partecipano nel campionato della Bj League. Qui concluderà la sua carriera nel 2007.

### Allenatore
Nel 2007, viene nominato vice-allenatore sotto la guida dell'allenatore ed ex compagno di squadra David Benoit, anch'egli ritiratosi nel 2007.
Nel 2009, è entrato a far parte dei Kyoto Hannaryz, una nuova squadra di Kyoto, dove ha trascorso i suoi giorni da studente, sempre come vice-allenatore di Benoit. Subentrerà poi come allenatore dopo che Benoit si dimetterà a fine della stagione, mentre al termine della stagione diventerà ufficialmente il capo allenatore della squadra.
Nel 2011 è diventato vice-allenatore ai Link Tochigi Brex, militanti nella JBL. Il 12 marzo 2012, è stato nominato capo allenatore ad interim dopo che il capo allenatore Bruce Palmer viene licenziato a causa delle scarse prestazioni.
Nella stagione 2013-2014, è diventato l'allenatore capo degli Otsuka Shokai Alphas (attualmente Koshigaya Alphas) nella NBDL. Con il lancio della B2 League nel 2016, ha continuato a guidare la squadra dopo essere entrato nella Lega B3, e ha trasferito la sua città natale a Koshigaya, nella prefettura di Saitama, e ha ottenuto la promozione nella Lega B2 nella stagione 2018-2019 quando è diventata una lega a circolo professionistico. 

### General manager e allenatore
Dopo aver preso il comando nella stagione 2019-2020 , è diventato GM e vice-allenatore di Koshigaya dalla stagione 2020-2021.

## Statistiche

### Allenatore
| Stagione | Squadra           | Regular Season | Regular Season | Regular Season | Regular Season | Regular Season              | Post Season                                           |
| Stagione | Squadra           | V              | P              | % V            | G              | Posizione finale            | Post Season                                           |
| -------- | ----------------- | -------------- | -------------- | -------------- | -------------- | --------------------------- | ----------------------------------------------------- |
| 2009-10  | Kyoto Hannaryz    | 2              | 8              | 20,0           | 10             | 6º nella Western Conference | Manca i play-off                                      |
| 2010-11  | Kyoto Hannaryz    | 28             | 20             | 58,3           | 48             | 5º nella Western Conference | Sconfitto al Primo Round dai Lakes (2-1)              |
| 2011-12  | Link Tochigi Brex | 1              | 3              | 25,0           | 4              | 6º                          | Manca i play-off                                      |
| 2013-14  | Koshigaya Alphas  | 11             | 21             | 34,4           | 32             | 7º                          | Manca i play-off                                      |
| 2014-15  | Koshigaya Alphas  | 16             | 16             | 50,0           | 32             | 5º                          | Manca i play-off                                      |
| 2015-16  | Koshigaya Alphas  | 26             | 10             | 72,2           | 36             | 2º                          | 3º nei play-off                                       |
| 2016-17  | Koshigaya Alphas  | 24             | 18             | 57,1           | 42             | 4º in B3                    | 6º nello Final Stage                                  |
| 2017-18  | Koshigaya Alphas  | 27             | 15             | 64,3           | 42             | 2º in B3                    | 2º nello Final Stage                                  |
| 2018-19  | Koshigaya Alphas  | 38             | 10             | 79,2           | 48             | 3º in B3                    | 2º nello Final Stage (Promosso in B2)                 |
| 2019-20  | Koshigaya Alphas  | 15             | 32             | 31,9           | 47             | 5º nella Central Division   | Play-off annullati a causa della pandemia di COVID-19 |

## Palmarès

### Allenatore
- Promozione in B2: 1

Koshigaya Alphars: 2019